# Andon, Alpes-Maritimes
Andon là một xã ở tỉnh Alpes-Maritimes, vùng Provence-Alpes-Côte d'Azur ở đông nam nước Pháp.

## Khí hậu
| Dữ liệu khí hậu của Andon-Thorenc (1899-1908; 1932-1941; 1943-1950 except 1945-1947)       | Dữ liệu khí hậu của Andon-Thorenc (1899-1908; 1932-1941; 1943-1950 except 1945-1947) | Dữ liệu khí hậu của Andon-Thorenc (1899-1908; 1932-1941; 1943-1950 except 1945-1947) | Dữ liệu khí hậu của Andon-Thorenc (1899-1908; 1932-1941; 1943-1950 except 1945-1947) | Dữ liệu khí hậu của Andon-Thorenc (1899-1908; 1932-1941; 1943-1950 except 1945-1947) | Dữ liệu khí hậu của Andon-Thorenc (1899-1908; 1932-1941; 1943-1950 except 1945-1947) | Dữ liệu khí hậu của Andon-Thorenc (1899-1908; 1932-1941; 1943-1950 except 1945-1947) | Dữ liệu khí hậu của Andon-Thorenc (1899-1908; 1932-1941; 1943-1950 except 1945-1947) | Dữ liệu khí hậu của Andon-Thorenc (1899-1908; 1932-1941; 1943-1950 except 1945-1947) | Dữ liệu khí hậu của Andon-Thorenc (1899-1908; 1932-1941; 1943-1950 except 1945-1947) | Dữ liệu khí hậu của Andon-Thorenc (1899-1908; 1932-1941; 1943-1950 except 1945-1947) | Dữ liệu khí hậu của Andon-Thorenc (1899-1908; 1932-1941; 1943-1950 except 1945-1947) | Dữ liệu khí hậu của Andon-Thorenc (1899-1908; 1932-1941; 1943-1950 except 1945-1947) | Dữ liệu khí hậu của Andon-Thorenc (1899-1908; 1932-1941; 1943-1950 except 1945-1947) |
| Tháng                                                                                      | 1                                                                                    | 2                                                                                    | 3                                                                                    | 4                                                                                    | 5                                                                                    | 6                                                                                    | 7                                                                                    | 8                                                                                    | 9                                                                                    | 10                                                                                   | 11                                                                                   | 12                                                                                   | Năm                                                                                  |
| ------------------------------------------------------------------------------------------ | ------------------------------------------------------------------------------------ | ------------------------------------------------------------------------------------ | ------------------------------------------------------------------------------------ | ------------------------------------------------------------------------------------ | ------------------------------------------------------------------------------------ | ------------------------------------------------------------------------------------ | ------------------------------------------------------------------------------------ | ------------------------------------------------------------------------------------ | ------------------------------------------------------------------------------------ | ------------------------------------------------------------------------------------ | ------------------------------------------------------------------------------------ | ------------------------------------------------------------------------------------ | ------------------------------------------------------------------------------------ |
| Trung bình ngày tối đa °C (°F)                                                             | 5.5 (41.9)                                                                           | 5.5 (41.9)                                                                           | 9.0 (48.2)                                                                           | 12.4 (54.3)                                                                          | 15.5 (59.9)                                                                          | 19.6 (67.3)                                                                          | 22.3 (72.1)                                                                          | 22.1 (71.8)                                                                          | 19.2 (66.6)                                                                          | 14.1 (57.4)                                                                          | 9.5 (49.1)                                                                           | 5.5 (41.9)                                                                           | 13.4 (56.1)                                                                          |
| Tối thiểu trung bình ngày °C (°F)                                                          | −3.0 (26.6)                                                                          | −3.4 (25.9)                                                                          | −1.4 (29.5)                                                                          | 1.7 (35.1)                                                                           | 4.2 (39.6)                                                                           | 7.9 (46.2)                                                                           | 10.3 (50.5)                                                                          | 10.3 (50.5)                                                                          | 8.0 (46.4)                                                                           | 4.3 (39.7)                                                                           | −0.1 (31.8)                                                                          | −2.4 (27.7)                                                                          | 3.0 (37.4)                                                                           |
| Lượng mưa trung bình mm (inches)                                                           | 82 (3.2)                                                                             | 82 (3.2)                                                                             | 117 (4.6)                                                                            | 91 (3.6)                                                                             | 104 (4.1)                                                                            | 72 (2.8)                                                                             | 60 (2.4)                                                                             | 30 (1.2)                                                                             | 106 (4.2)                                                                            | 167 (6.6)                                                                            | 137 (5.4)                                                                            | 78 (3.1)                                                                             | 1.126 (44.3)                                                                         |
| Số ngày mưa trung bình (≥ 1 mm)                                                            | 4                                                                                    | 5                                                                                    | 6                                                                                    | 7                                                                                    | 9                                                                                    | 7                                                                                    | 5                                                                                    | 4                                                                                    | 5                                                                                    | 9                                                                                    | 8                                                                                    | 6                                                                                    | 75                                                                                   |
| Số giờ nắng trung bình tháng                                                               | 182.9                                                                                | 186.5                                                                                | 221.7                                                                                | 246.0                                                                                | 190.7                                                                                | 285.0                                                                                | 339.5                                                                                | 244.9                                                                                | 258.0                                                                                | 223.2                                                                                | 171.0                                                                                | 127.1                                                                                | 2.676,5                                                                              |
| Nguồn: Les Alpes-Maritimes, Etages Climatiques et Indications Médicales - Dr. Jean Ducoeur |                                                                                      |                                                                                      |                                                                                      |                                                                                      |                                                                                      |                                                                                      |                                                                                      |                                                                                      |                                                                                      |                                                                                      |                                                                                      |                                                                                      |                                                                                      |